# Houari Ferhani
Houari Ferhani (sinh ngày 11 tháng 2 năm 1993 ở Koléa) là một cầu thủ bóng đá người Algérie thi đấu cho Giải bóng đá hạng nhất quốc gia Algérie side JS Kabylie và đội tuyển U-23 quốc gia Algérie.

## Sự nghiệp
Vào tháng 10 năm 2015, Ferhani được lựa chọn vào đội tuyển U-23 quốc gia Algérie thi đấu Cúp bóng đá U-23 châu Phi 2015 ở Sénégal.
Ferhani lần đầu được triệu tập vào đội tuyển Algérie thi đấu tại vòng loại Giải vô địch bóng đá thế giới 2018 trước Cameroon vào tháng 10 năm 2016.